# Mauricio Romero
Mauricio Martín Romero (La Pampa, 13 gennaio 1983) è un ex calciatore argentino, di ruolo difensore.

## Palmarès

### Club

#### Competizioni internazionali
- SuperLiga nordamericana: 1

Morelia: 2010